# Álvaro Abranches
Dom Álvaro de Abranches foi um militar e navegador português.

## Biografia
Viveu nos fins Século XVI princípios do Século XVII. Filho de João de Abranches que por sua vez era filho do D. Álvaro Vaz de Almada (conde de Abranches).
Partiu para a índia em 8 de Maio de 1590, onde foi capitão-mor em Baçaim no ano de 1591. Em Chaul em 1592 derrotou os mouros e dizimou os corsários malabares. Foi governador de Azamor e era capitão-mor de Sofala, onde chegou em 1599, quando faleceu.

## Dados genealógicos
Filho de:  D. João de Abranches e de D. Mécia da Cunha.